# هایلماندی
هایلماندی (به انگلیسی: Haileymandi) یک منطقهٔ مسکونی در هند است که در گورگان واقع شده‌است.